# 고치시립 료마가 태어난 마을 기념관
고치시립 료마가 태어난 마을 기념관(일본어: 高知市立龍馬の生まれたまち記念館)은 일본 고치현 고치시에 있는 박물관이다. 2004년 3월 21일 개관하였다. 에도 막부 말기의 사카모토 료마의 삶, 가족, 사카모토 료카가 태어나고 자란 가미마치의 역사와 문화, 사카모토 료마의 뒤를 이은 사람들에 대해 전시하는 시설이다. 관은 동동과 서동으로 구성되어 있으며, 서동에는 관광객과 시민의 교류시설인 교류센터를 병설한다.

## 같이 보기
- 고치현립 사카모토 료마 기념관
- 고치현립 미술관